# Kőrösi Csoma Sándor
Kőrösi Csoma Sándor (született Csoma) (Csomakőrös, 1784. március 27. – Dardzsiling, 1842. április 11.) saját szavaival: székely-magyar Erdélyből („Siculo-Hungarian of Transylvania”), nyelvtudós, könyvtáros, a tibetológia megalapítója, a tibeti–angol szótár megalkotója, az Magyar Tudományos Akadémia levelező tagja.

## Életpályája
1784. március 27-én született a székely kisnemesi Csoma család hatodik gyermekeként Csoma Sándor néven (Szilágyi Ferenc újabb kutatásai szerint 1787-ben vagy 1788-ban született). Édesapja Csoma András határőr katona, édesanyja Getse Krisztina. Hat testvéréből három érte meg a felnőttkort: Júlia, Krisztina és Gábor (1788–1850). Április 4-én keresztelték meg. 1790-ben megkezdte tanulmányait az elemi iskolában. 1799-ben édesapjával felgyalogolt Nagyenyedre, és beiratkozott a Bethlen Kollégiumba, ahol „szolgadiákként” kezdte meg tanulmányait: kisebb munkákkal pénzt keresett, abból fizette tandíját. Már enyedi diákként érlelődött benne a gondolat, hogy fel kell keresnie ősei hazáját.
Kőrösi Csoma Sándor történelemtanára Herepei Ádám (1756–1814) volt. Herepei Ádám szerettette meg Kőrösivel a magyarok őstörténetét. (Érdekesség, hogy Bolyai Farkassal is Herepei Ádám szerettette meg a magyar múltat.)
1807-ben befejezte gimnáziumi, 1815-ben pedig főiskolai tanulmányait. Elindult Németföldre, Bécsben konzultált Újfalvi Sándorral, majd – valószínűleg – egy heidelbergi tartózkodás után ment Göttingenbe. 1816 és 1818 között a Göttingeni Egyetem angol ösztöndíjas hallgatója volt, Johann Gottfried Eichhorn tanítványaként orientalisztikával foglalkozott. Ekkor már 13 nyelven írt-olvasott. Tanulmányai után hazatért Erdélybe és felvette a kapcsolatot a kolozsvári tudóskörrel: Döbrentei Gáborral, Gyarmathi Sámuellel, Kenderesi Mihállyal. 1819. november 24-én Nagyenyedről indult útjára. November 28-án a Vöröstoronyi-szorosnál lépte át szülőföldje határait. Így írt egyik levelében: „Elhatároztam, hogy elhagyom hazámat, s Keletre jövök, s ahogy csak lehet, biztosítván mindennapi kenyeremet, egész életemet oly tudományoknak szentelem, melyek a jövőben hasznára lehetnek az európai tudós világnak általában, és különös világot vethetnek bizonyos, még homályban lévő adatokra nemzetem történetében.”

### Utazásai

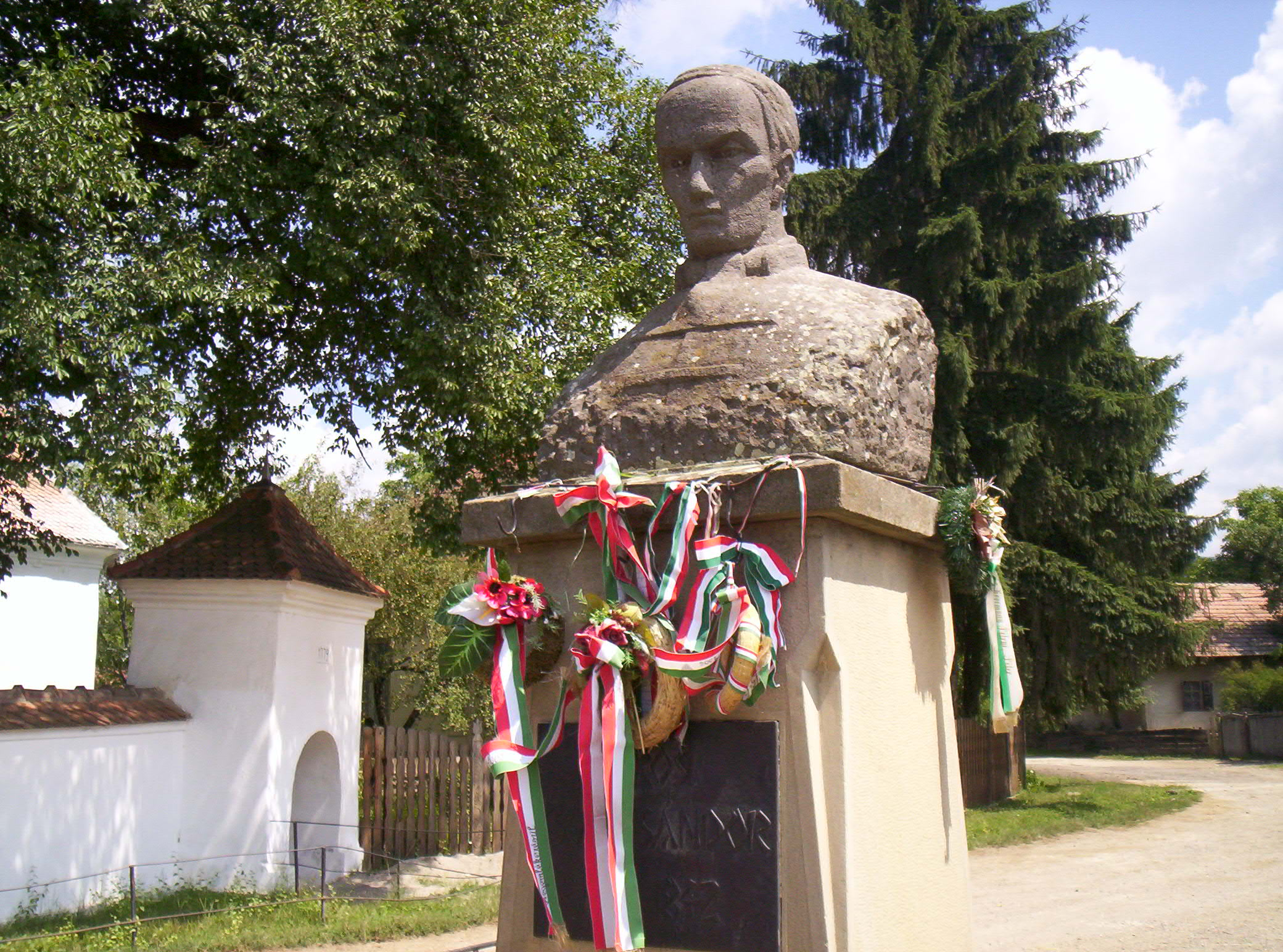
Szobra róla elnevezett szülőfalujában

1820. január 1-jéig Bukarestben tartózkodott, onnan Szófián keresztül ment tovább. Február 7-én Konstantinápolyba ment, ám az ottani pestisjárvány miatt távoznia kellett. Enosz kikötőjében vitorlásra szállt, Alexandriába ment, ahol egy Schäffer nevű tiroli kovácsnál kapott szállást. Szándékában állt tanulmányozni az arab nyelvet (Egyiptomban), de a pestisjárvány miatt onnan is távoznia kellett. Március 15-én Ciprus, Bejrút, Tripoli érintésével Latakiába hajózott, majd gyalog folytatta útját. Április 13-án megérkezett Aleppóba (Haleb), ahol egy hónapot időzött. Május 19-én egy karavánnal ázsiai öltözetben eljutott Moszulba, ahonnan a Tigrisen hajózott Bagdadba. Július 21-én Bagdadban a szlovák Anton Svoboda (1796–1878) adott neki szállást, akivel hosszú idő után magyarul is társaloghatott. Másfél hónapot töltött ott. Svoboda ruhát és pénzt adott neki, hogy folytathassa útját. Október 14-én érkezett Teheránba, ahol négy hónapot töltött, tökéletesítve angol és újperzsa nyelvtudását. Megszakadt Magyarországgal való kapcsolata, eltűntnek hitték. Iratait biztonsági okokból Teheránban hagyta és felvette a Szkander bég nevet. 1821. április 18-án érkezett Meshedbe, ahol az időközben zajló oszmán–perzsa háború miatt hat hónapig vesztegelt egy karavánszálláson. Október 20-án indult Buharába. 1822. január 6-án átvergődött a Hindukus hegyláncain, eljutott Kabulba, ahonnan India felé vándorolt. A Haibár-hágónál francia tisztekkel találkozott, akikkel Pesavar érintésével eljutott Lahorba, majd Amritszár és Dzsammu érintésével Szrinagarba érkezett. 1822. május 19-én Belső-Ázsia felé indult, áthaladt a 3446 m magas Zodzsi-hágón. Május 23-án Ladakba érkezett.
Június 19-én megérkezett a fővárosba, Lehbe. Innen a további út európai ember számára veszélyes lett volna, így visszaindult Szrinagarba. Július 16-án Kasmír határánál találkozott William Moorcroft angol kormánymegbízottal. Az ő ösztönzésére kezdett el a tibeti nyelvvel és irodalommal foglalkozni annak reményében, hogy az ősi iratok között a magyarok eredetére is talál bizonyítékokat. Visszatért Lehbe, majd Szrinagarba.

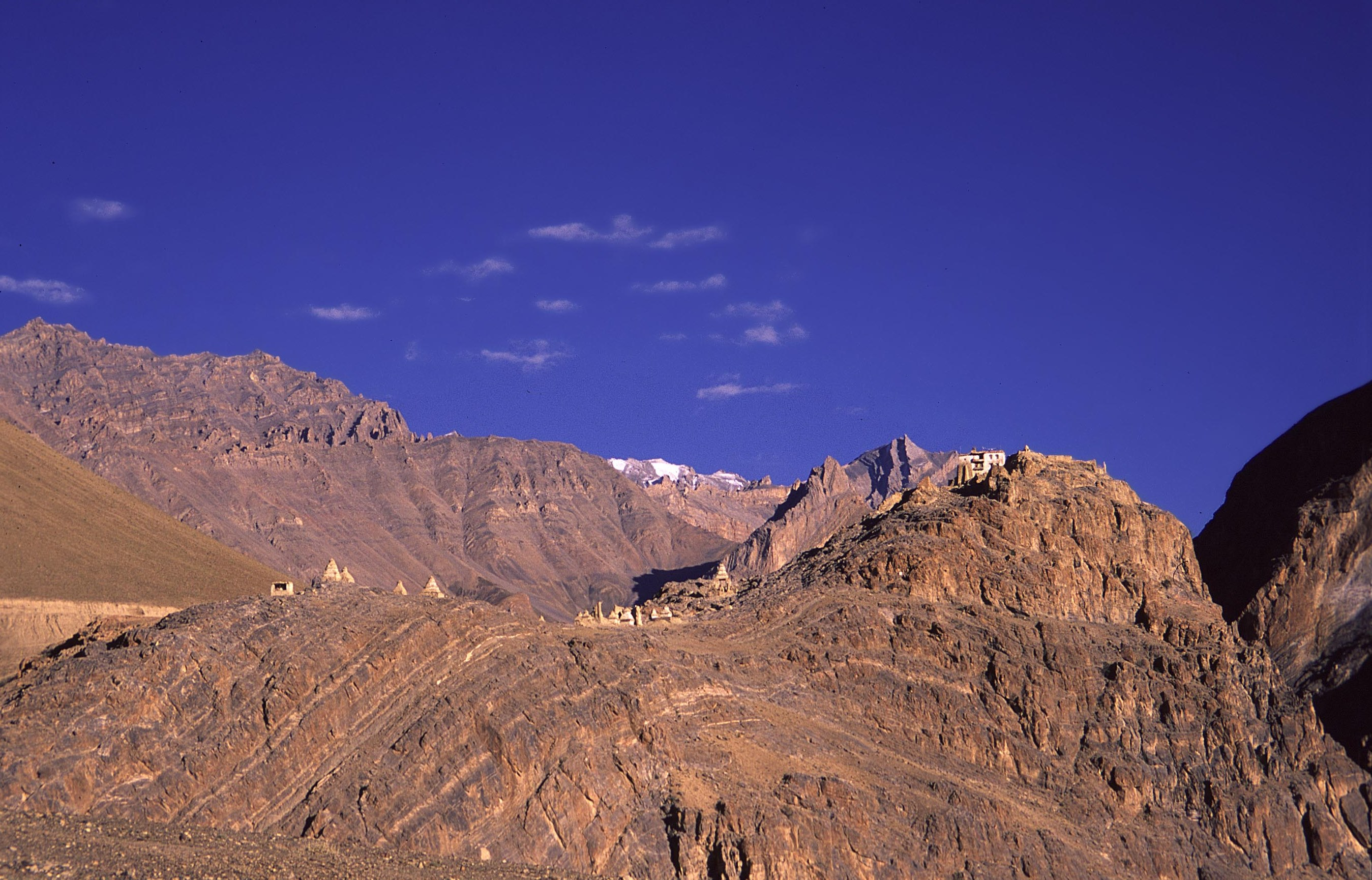
Zangla

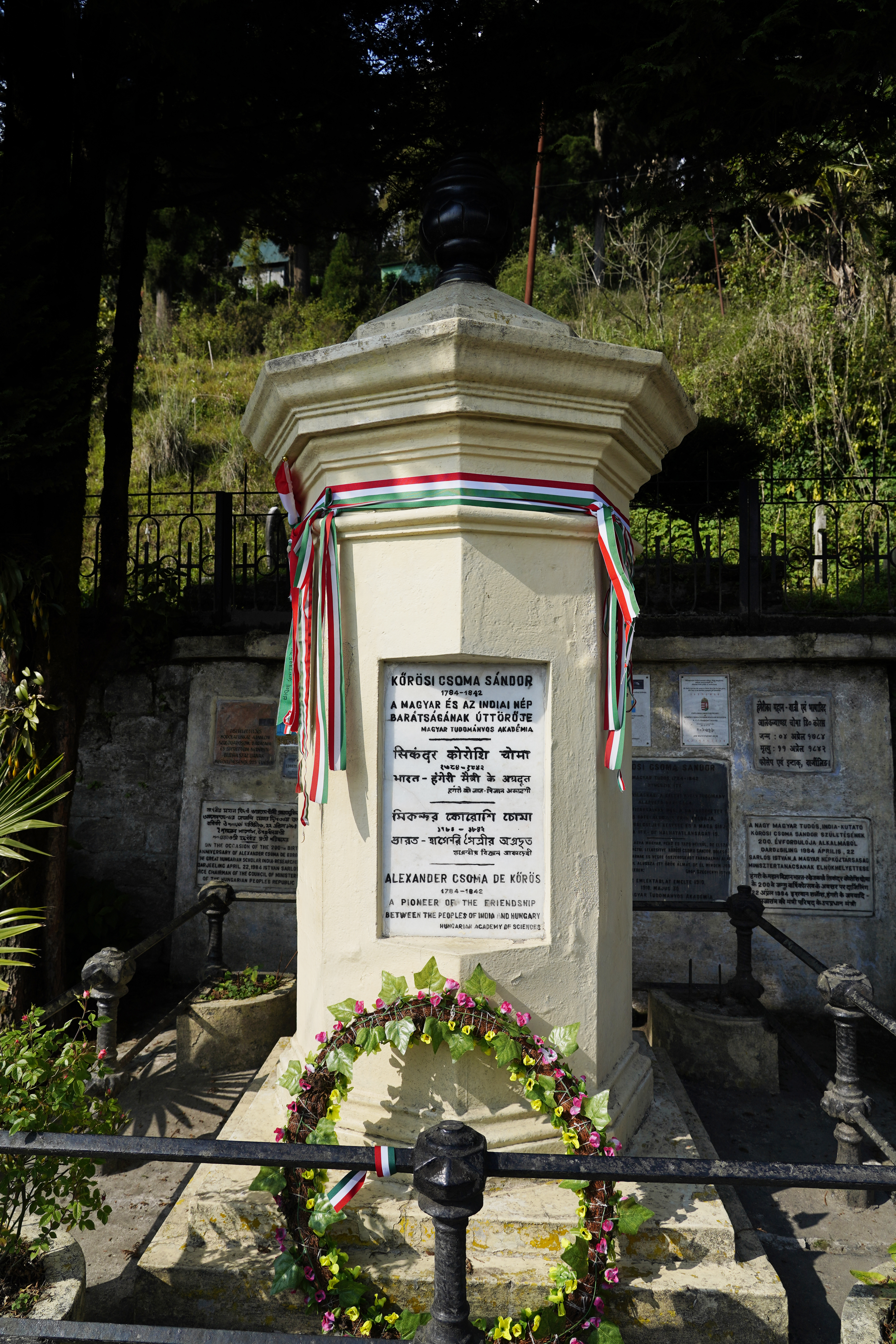
Sírja Dardzsilingben, 2023

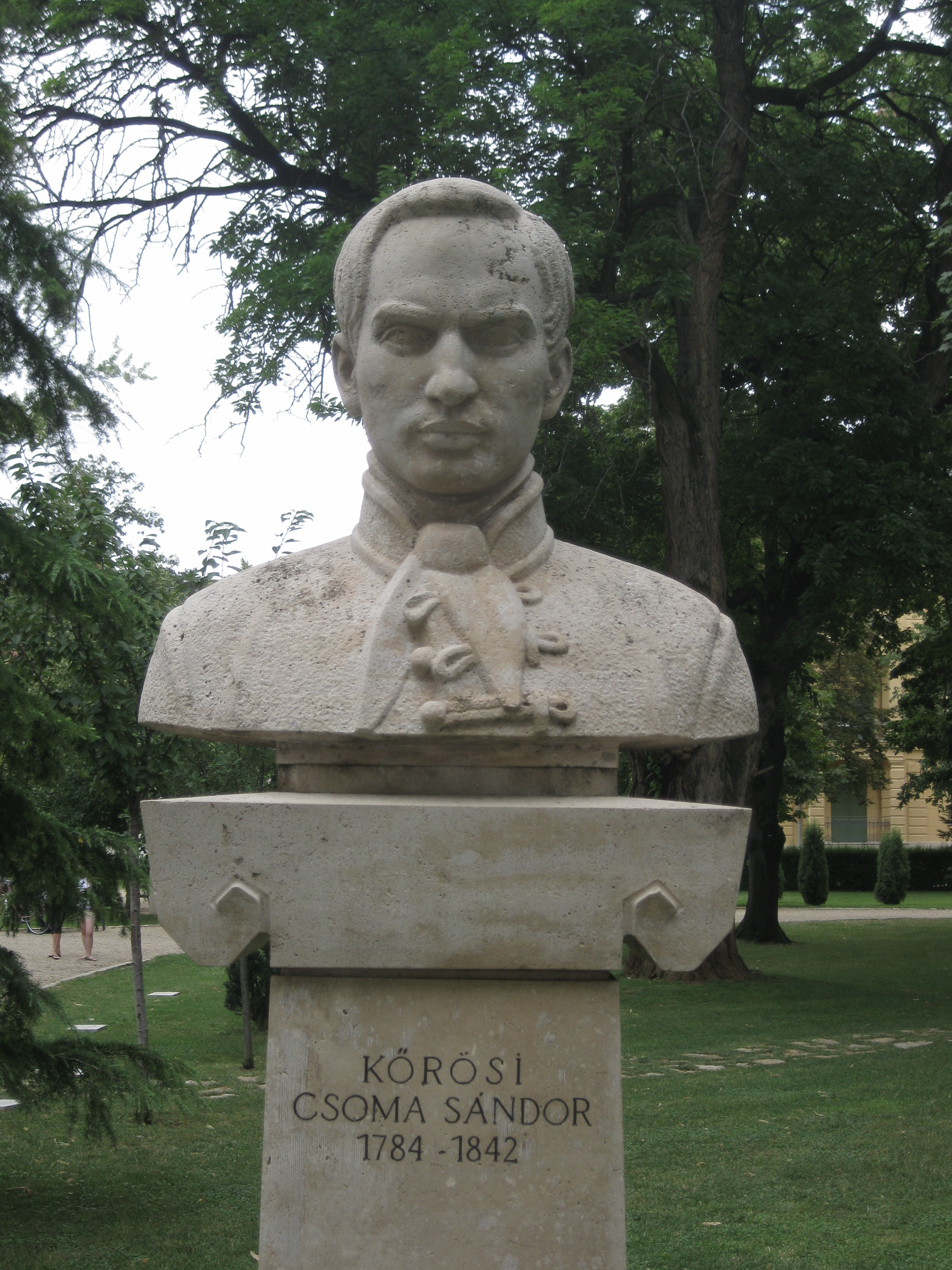
Mellszobra Balatonfüreden

1823. július 26-án a zanszkári Zanglába érkezett,  ahol a király erődjében lakott.  Ottléte alatt több ezer tibeti nyelvű könyvet olvasott át. Elkészült Tibet történetének, földrajzának és irodalmának feldolgozásával, összeállított egy harmincezer szóból álló szójegyzéket, Szangje Puncog (Szangye Püncog), majd Kunga Csöleg láma segítségével. 1928-ban Csoma nevét még sokan ismerték Zanglában, hallomásból. Csoma itt a legnagyobb hidegben, egy 3×3 méteres cellában, fűtés, tűz nélkül volt kénytelen dolgozni, mert a kémény nélküli szobában a tibeti szokás szerint földre rakott nyílt tűz maró füstje miatt képtelen volt olvasni. Fő eledele a jakvajas tea volt, árpával.
1824. október 22-én elhagyta Zanglát. Szabáthuba érkezett, ahol az angolok kémnek nézték és önéletrajza megírására kötelezték. Fél évig vesztegelt ott. Elkészült jelentésével útjáról, tanulmányairól, tevékenységéről, melyet a brit főkormányzóság végül is hasznosnak ítélt, és valamelyest támogatták kutatásait. 1825 júniusában visszaindult Zanszkárba, Thetába érkezett. November 10-étől Csoma a phuktáli kolostorban élt és dolgozott, amely egyike a leglátványosabb nyugat-tibeti kolostoroknak, s a gelugpa (sárgasüvegesek) rendjéhez tartozik. Itteni tevékenysége kevés eredménnyel járt.
1827. június közepétől három és fél évig Kanamban dolgozott. Kanamban megtalálható a teljes tibeti buddhista kánon, a Kandzsúr (Bka'gyur) és a Tandzsúr (Bstan'gyur) 100, illetve 125 kötete. Itt is Szangye Püncog lámával dolgozott, immáron nyugodtabb körülmények között. A Kanamban eltöltött három év Csoma munkálkodásának legtermékenyebb periódusa. Befejezte szótárát és nyelvtanát, elkészítette egy buddhista terminológiai szótár kéziratát, valamint több értekezés vázlatát. Olvasott a mesés Sambhala országáról, a buddhisták Jeruzsáleméről, amely a jugarok (ujgurok) országában van. Ez a hely a keleti felfogás szerint a bölcsesség tárháza. „Tökéletesen meg vagyok győződve, hogy a mi eleink ezen vidékekről szállottak le mint kultusznemzetek a Krisztus előtt több századokkal.” 1830 márciusában a Royal Asiatic Society tagjává választotta.
1831. április 22-én Delhi, Agra és Benáresz érintésével Kalkuttába érkezett, és beköltözött az Asiatic Society (1832-ig Ázsiai Társaság, 1832-től Bengáli Ázsiai Társaság) székházába, hogy átvegye a Társaság könyvtárának rendezését, és ahol tibeti–angol szótára és nyelvtana nyomdai előkészítésének szentelte idejét. Egy kis cellában élt, amelyet ritkán hagyott el. 1832-től a Journal of the Asiatic Society of Bengal című folyóiratban publikált. 1833. november 15-én a Magyar Tudós Társaság levelező tagjává választotta. 1834. január 5-én megjelent az első, tudományos alapossággal megírt és hiteles tibeti–angol szótár, valamint tibeti nyelvtan Csomától, melyet Kalkuttában adtak ki, 500-500 példányban. Ezekből Csoma 50-50 példányt hazaküldött. Február 6-án a Bengáli Ázsiai Társaság tiszteletbeli tagjává választotta. 1835 és 1837 között Észak-Bengália különböző vidékein nyelvészeti tanulmányokat folytatott. Megfordult Maldában, Titaljában (Titaliah) és Dzsalpaiguriban. Ott ismerkedett meg a szanszkrit, a bengáli és a mahrutta nyelvekkel. 1835 decemberében Molla Eszkander Csoma néven két évig az észak-bengáli Titaljában tartózkodott, ahol eredeti céljának megfelelően az őshazát kereste.

Kőrösi Csoma Sándor utazásai

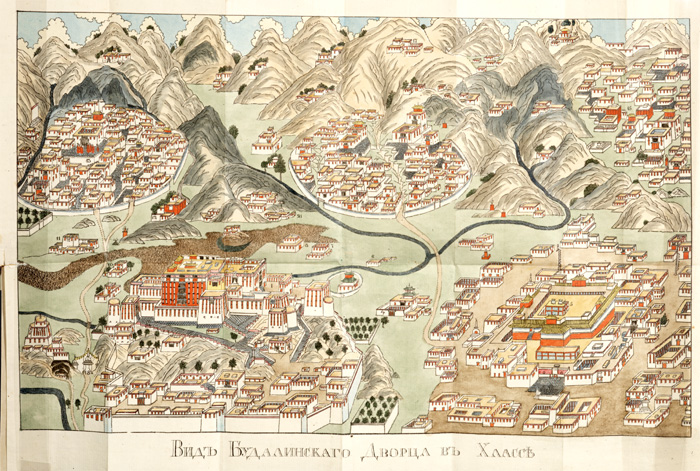
Lhásza, Tibet fővárosa, XIX. század

1837 decemberében visszatért Kalkuttába, ahol csaknem öt évet töltött könyvtárosként, remetei magányban, tudományos munkát végezve. Csoma ekkor már csaknem 20 nyelven írt és/vagy olvasott: héber, arab, szanszkrit, pastu, ógörög, latin, szláv, német, angol, török, perzsa, francia, orosz, tibeti, hindusztáni, maráthi és bengáli, és szülőhelye folytán valószínűleg románul is tudott. Természetesen utazásai során ezeken kívül még több más nyelvvel is megismerkedett és sajátított el többé-kevésbé, a hétköznapi szóbeli kommunikáció szintjén. (Ilyen fokú szóbeli nyelvismerete már egészen fiatalon igen széles volt, amelyet a családjával tett kisgyermekkori vásározó utazások során szerzett a Kárpát-medence déli, délkeleti területein, illetve a Balkánon.)
Az 1830-as évek végén többször találkozott Kalkuttában Schöfft József Ágoston magyar festővel és világutazóval. Ő készítette az egyetlen hitelesnek mondható portrét Kőrösi Csoma Sándorról.

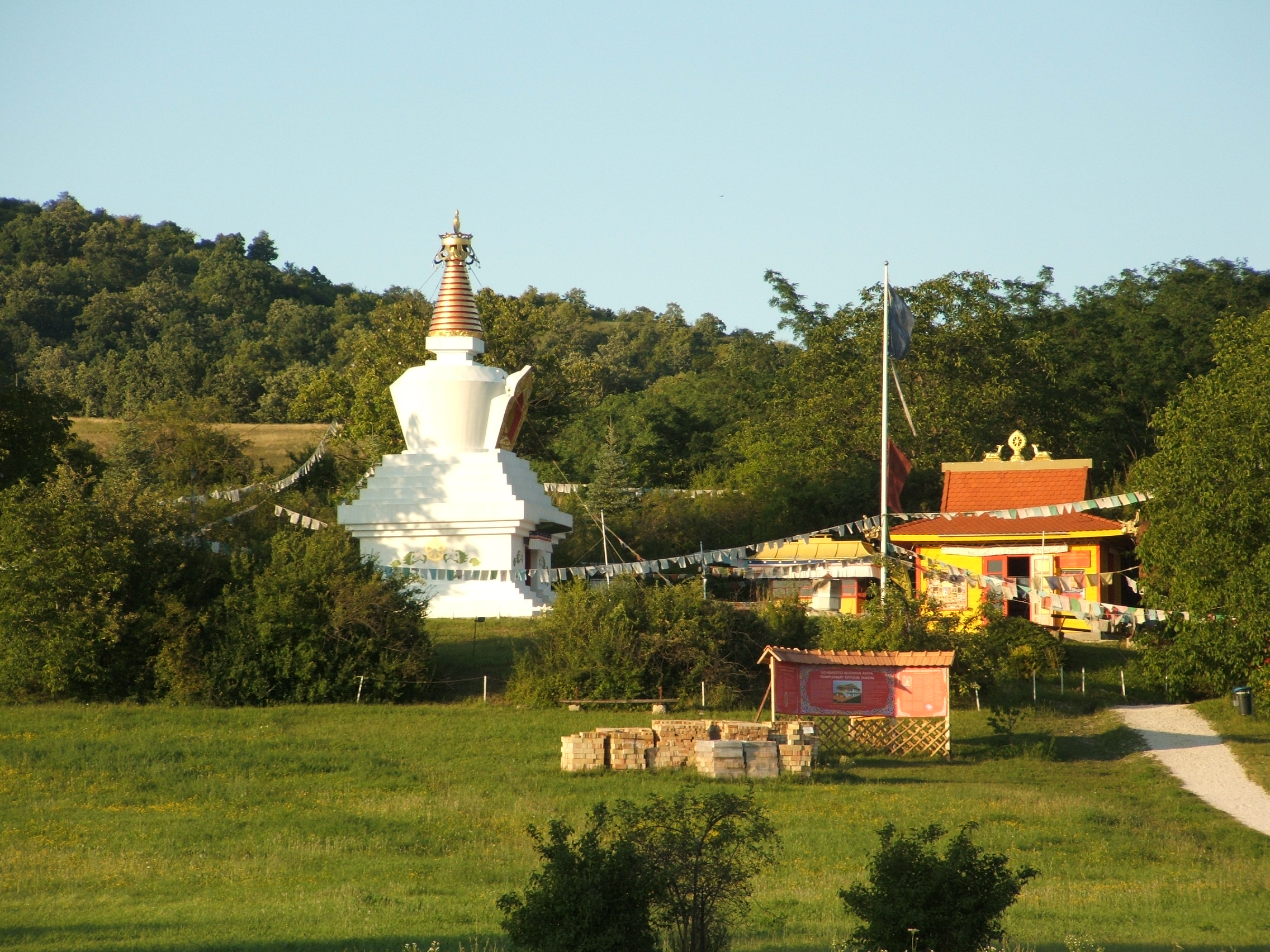
Kőrösi Csoma Sándor-emléksztúpa Taron

1842 februárjában megkísérelte a Lhászába való eljutást. A Mahananda folyón vízi úton haladt, ahol a mocsaras, egészségtelen éghajlatú vidéken gyalogosan kelt át, és maláriát kapott. Március 24-én megérkezett Dardzsilingbe. Április 4-én súlyos rohamok kínozták; egészségi állapota a láz következtében nagyon leromlott. Április 11-én, reggel 5 órakor érte a halál. Másnap a dardzsilingi európai temetőben helyezték végső nyugalomra, a Himalája harmadik legnagyobb csúcsa, a Kancsendzönga árnyékában.

## Emlékezete
1843-ban Eötvös József mondott emlékbeszédet a Magyar Tudós Társaság közgyűlésén.
1845-ben az Ázsiai Társaság emlékoszlopot emelt a sírja fölé. 1858-ban gróf Széchenyi István halála előtt lefestette Csoma síroszlopát, bekereteztette, és az alábbi feliratot vésette bele:
Egy szegény árva magyar, pénz és taps nélkül, de elszánt kitartó hazafiságtól lelkesítve – Kőrösi Csoma Sándor – bölcsőjét kereste a magyarnak, és végre összeroskadt fáradalmai alatt. Távol a hazától alussza itt örök álmát, de él minden jobb magyarnak lelkében.

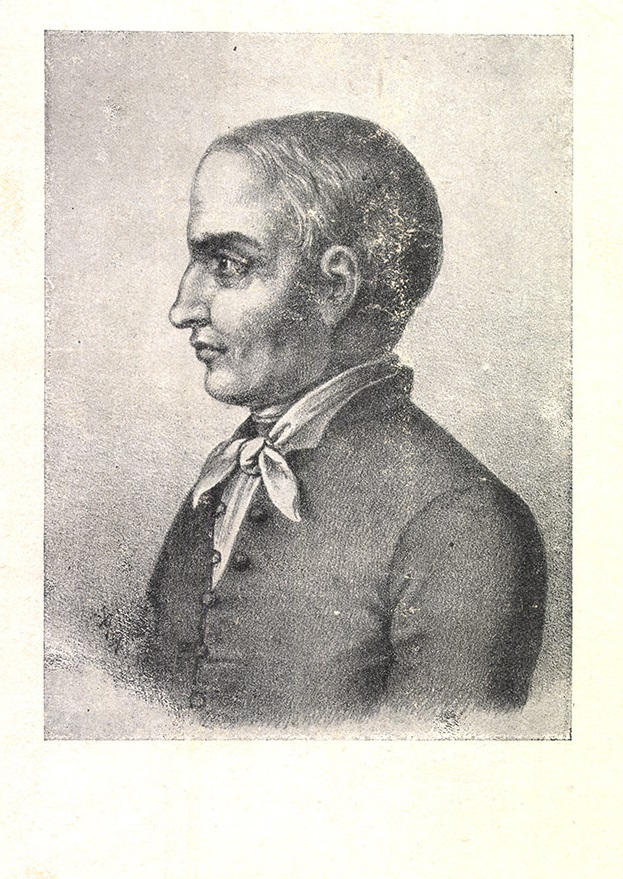
Kőrösi Csoma Sándor portréja, Rohn Alajos kőmetszete, 1846

Jókai És mégis mozog a föld! című regényének Barkó Pál nevű szereplőjét Kőrösi Csoma Sándorról mintázta.
1884-ben születésének 100. évfordulójára dr. Duka Tivadar lefordította Csoma dolgozatainak nagy részét, és tervezte kiadását, amely azonban csak 1885-ben jelenhetett meg, angol és magyar nyelven. 1902-ben Kalkuttában az Ázsiai Társaság épületben felállították Kőrösi Csoma Sándor mellszobrát. 1904-ben születésének 120. évfordulóján szülőfaluját Csomakőrösre nevezték. 1910-ben sírjánál az Akadémia emléktáblát helyezett el. 1920-ban megalakult – először – a Kőrösi Csoma Sándor Társaság Teleki Pál és Felvinczi Takáts Zoltán kezdeményezésére. 1949-ben a kommunista kultúrpolitika betiltotta. 1928-ban Baktay Ervin emléktáblát helyezett el a zanglai és a phuktáli kolostorok falán. 1933-ban Kőrösi Csoma Sándor lett az első európai, akit Japánban bódhiszattvának (buddhista szentnek) nyilvánítottak. Sírja buddhista zarándokhely lett.
Boldogfai Farkas Imre grafikus rajza a Tolnai Világlapja 1942. április 8-i számában jelent meg. Ő volt az egyetlen magyar művész, aki megpróbálta elképzelni Csoma arcát Schöfft József Ágoston nyomán, amelyet csak oldalnézetben ismertünk.
A tokiói Taisho egyetemen kiállították Csorba Géza szobrászművész alkotását, Csomát bodhiszattvaként ábrázoló művét. 1943-ban Marosvásárhelyen felállították Kőrösi Csoma Sándor első, magyar földön lévő köztéri szobrát.
1956-ban megalakult a Kőrösi Csoma Sándor Buddhológiai Intézet. 1967-ben halálának 125. évfordulója alkalmával a Magyar Földrajzi Társaság Kőrösi Csoma Sándor-emlékérmet alapított. 1968-ban újraalakult a Kőrösi Csoma Sándor Társaság, immár marxista–leninista, illetve finn-ugor szemlélettel. Folyóiratuk a Keletkutatás. 1972–73-ban Jakabos Ödön gyalog bejárta Körösi Csoma Sándor útját; az útjáról szóló könyv már csak halála után, 1983-ban jelent meg (Indiai útinapló; Kriterion Könyvkiadó). 1982-ben Kőrösi Csoma Sándor emlékére megépült az első magyarországi sztúpa (buddhista kegyhely), Budapest XV. kerületében.
1984-ben születésének 200. évfordulójára a magyarországi Buddhista Misszió dolgozatainak szép kiállítású reprint kötetével emlékezett meg Kőrösi Csoma Sándorról, az Akadémiai Kiadó is kiadta műveinek négy kötetét, az eredeti, angol nyelven. Ugyanezen jubileum alkalmából öt fiatalember: Bobály István, Pogány György, Sáfrány József, Sára György és Sárosi Ervin végigjárta Csoma tibeti életének főbb állomásait, mindhárom tibeti kolostort érintve. Útjukról filmet forgattak, amelyet a Magyar Televízió bemutatott. 2007-ben Sütő Zsolt marosvásárhelyi fotográfus Csoma kis-tibeti életének helyszínein fotókat és hangfelvételeket készített, melyeket naplójegyzeteivel együtt az interneten is publikált.
1998-ban a Kőrösi Csoma Sándor Buddhista Alapítvány szervezésében megalakult a Buddhista Egyetem, majd 2004-ben elindult a Magyar Egyetem is, őstörténeti képzéssel.
2007-ben az erdélyi fotográfus Sütő Zsolt több hónapos utazása során felkeresett minden Csomához kapcsolható fontos helyszínt a Himalájában, fényképezett, hangfelvételeket készített, és útinaplót írt, amelyet hazatérve részben publikált, illetve különböző formákban állított majd ki. Ő volt az első a kétezres évek Csoma-követői között, aki egyik félreeső helyszínt sem hagyta ki. Sütő utazása kapcsán többek között a National Geographic Magazine is többoldalas cikket közölt Csomáról.
2008-ban magánkezdeményezésre elindult Csoma zanglai lakószobájának és a végveszélybe került erőd megmentése. A főként magánadományokból és az NKA támogatásából finanszírozott projekt 2010-től Csoma Szobája Alapítvány néven működik tovább, szakmai felügyeletét a Kulturális Örökségvédelmi Szakszolgálat (KÖSZ) látja el. A projekt önkéntesek munkájára és a helyi szakmai tapasztalatokra alapozva végzi az erőd hagyományos technikával történő helyreállítását. Gulyás Tibor operatőr dokumentumfilmmel követi az eseményeket. Az Alapítvány hosszú távú tervei között szerepel a Csoma által lakott további helyszínek megmentése is.

## Főbb művei
- Essays Towards a Dictionary Tibetan and English (Calcutta, 1834; Budapest, 1984)
- A Grammar of the Tibetan Language in English (Calcutta, 1834; Budapest, 1984)
- Körösi Csoma Sándor dolgozatai (1885, 1984)
- Sanskrit-Tibetan-English Vocabulary I-III. (Calcutta, 1910, 1916, 1944; Budapest, 1984)
- Tibetan Studies (Calcutta, 1912; Budapest, 1984)
- The Life and Teachings of Buddha (Calcutta, 1957) – Buddha élete és tanításai (Bukarest, 1972, 1982)

### Szakirodalom
- Baktay Ervin: A világ tetején. Kőrösi Csoma Sándor nyomdokain a nyugati Tibetbe (Budapest, 1930, 1934)
- Magyar Győző 1934: Kőrösi Csoma Sándor – Az ember és a tudós. Nemzeti Kultúra II, 129-145.
- Baktay Ervin: A Háromszéktől a Himálajáig. Kőrösi Csoma Sándor életútja (Budapest, 1942)
- Baktay Ervin: Kőrösi Csoma Sándor (Budapest, 1962, 1963, 1981, 1999)
- Terjék József, szerk.: Kőrösi Csoma dokumentumok az Akadémiai Könyvtár gyűjteményeiben. Keleti Tanulmányok = Oriental Studies (1). Magyar Tudományos Akadémia Könyvtára, Budapest, 1976
- Hetényi Ernő: Kőrösi Csoma Sándor dokumentáció. Budapest, 1982 ISBN 9789630006385
- Csetri Elek: Kőrösi Csoma Sándor indulása (Bukarest, 1979)
- Jakabos Ödön: Indiai útinapló, Kriterion, Bukarest, 1983
- Terjék József: (szerk.) Emlékek Kőrösi Csoma Sándorról (Budapest, 1984)
- Csetri Elek: Kőrösi Csoma Sándor (Bukarest, 1984)
- Zágoni Jenő: Kőrösi Csoma Sándor bibliográfia (Bukarest, 1984)
- Kőrösi Csoma Sándor levelesládája (1984)
- Szilágyi Ferenc: Így élt Kőrösi Csoma Sándor. (2. kiad.) Budapest 1984, Móra K., 211 p., ill. (Így élt...)
- Sárosi Ervin: Zarándokúton Nyugat-Tibetben (Kossuth Könyvkiadó, Budapest, 1986)
- Kőrösi Csoma Sándor Emlékkönyv, Kovászna-Csomakőrös, 1992
- Szilágyi Ferenc: "bölcsőjét kereste a magyarnak..." (Jav., bőv. kiad.) Budapest 1992, Orient Press, 235 p., ill.
- Kőrösi Csoma Sándor nyomdokain Fábián Ernő (szerk.) Csomakőrös, 1993
- Bernard Le Calloc’h: Új adatok Kőrösi Csoma Sándorról, Akadémiai Kiadó, 1998
- Kubassek János: A Himalája magyar remetéje. Kőrösi Csoma Sándor életútja kortörténeti és földrajzi háttérrel. Budapest 1999, M. Őstört. Kut. és K. Kft., 263 p., [24] t.
- Marczell Péter: A valósabb Kőrösi Csoma-képhez, Püski Kiadó, 2003
- Kőrösi Csoma Sándor – az igazság keresése; szerk. Gazda József, Szabó Etelka, Ferencz Attiláné Szőcs Éva; Kőrösi Csoma Sándor Közművelődési Egyesület, Kovászna, 2015
- Láma Csöpel: Kőrösi Csoma Sándor jelentősége új fényben; Buddhista Meditáció Központ, Budapest–Tar, 2017
- Kőrösi Csoma Sándor az újabb kutatások tükrében; vál., szerk. Molnár Vilmos; Székelyföld Alapítvány, Csíkszereda, 2019 (Székely könyvtár)
- Kőrösi Csoma Sándor. Sorskérdéseink; szerk. Ferenczné Szőcs Éva, Gazda József; Kőrösi Csoma Sándor Közművelődési Egyesület, Covasna, 2021

### Szépirodalom
- Baán Forray Zelma: A vándorló székely csillag (Budapest, é. n.)
- Szántó György: A bölcső (Budapest, 1929)
- Cholnoky Jenő: Kőrösi Csoma Sándor: (Életregény.) Budapest 1940, Athenaeum, 287
- Korda István: A nagy út (Bukarest, 1956)
- Baktay Ervin: A messzeségek vándora (Budapest, 1934, 1960)
- Korda István: A nagy út. Körösi Csoma Sándor életregénye (ill. Árkossy István.) Bukarest 1978, Kriterion, 320 p.
- Dávid Antal: A szolgadiák (Körösi Csoma Sándor ifjúkora) [Életrajzi regény] Budapest 1983, Móra K., 201 p., ill.
- Le Calloc'h, Bernard: Kőrösi Csoma Sándor útinaplója., Ford. Ötvös Lajos. Budapest 2000, Püski, 143 p.
- Müllner András: Kőrösi Csoma Sándor Budapest, JAK–Kijárat Kiadó, 2000
- Sütő Zsolt: Himalájakék, Tibetvörös (2008)
- Lanczkor Gábor: A malária Pécs, Nyílt Fórum, 2010

### Film
- "Kőrösi Csoma Sándor nyomában" tv-film, 60 perc, 1984, szerkesztő-rendező: Sáfrány József
- "Ösvény a világ tetején" 13×13 perces filmsorozat. Rendező Székely Orsolya, 1995
- Csoma legendárium
- "Zangla – Csoma nyoma" 2008 Rendező: Bonta Zoltán
- Tibetvörös – fotófilm, 2009, Sütő Zsolt alkotása